# Harry Todd
Harry Todd est un acteur américain né le 13 décembre 1863 et mort le 15 février 1935. Il est apparu dans près de 400 films dont de nombreux films de Richard Thorpe et King Vidor.

## Filmographie partielle
- 1909 : Ben's Kid de Francis Boggs
- 1909 : Mephisto and the Maiden de Francis Boggs
- 1911 : Across the Plains de Thomas H. Ince et Gilbert M. Anderson
- 1915 : It Happened in Snakeville de Roy Clements
- 1916 : Luke and the Bang-Tailsde Hal Roach
- 1916 : Luke Does the Midway de Hal Roach
- 1916 : Luke Joins the Navy de Hal Roach
- 1916 : Luke, Crystal Gazer de Hal Roach
- 1916 : Luke and the Mermaids de Hal Roach
- 1916 : Luke's Speedy Club Life de Hal Roach
- 1916 : Luke's Lost Lamb de Hal Roach
- 1920 : L'Homme au couteau (The Jack-Knife Man) de King Vidor
- 1920 : Son cornac (Her Elephant Man) de Scott R. Dunlap
- 1921 : The Sky Pilot de King Vidor
- 1922 : La Conquête d'une femme de King Vidor
- 1923 : Three Jumps Ahead de John Ford
- 1923 : Un nouveau Napoléon (Tea: With a Kick!) de Erle C. Kenton
- 1924 : Thundering Romance de Richard Thorpe
- 1924 : The Lone Chance de Howard M. Mitchell
- 1925 : The Desert Demon de Richard Thorpe
- 1925 : Full Speed de Richard Thorpe
- 1925 : Quicker'n Lightnin' de Richard Thorpe
- 1925 : Saddle Cyclone de Richard Thorpe
- 1925 : The Hurricane Kid d'Edward Sedgwick
- 1925 : Lorraine of the Lions d'Edward Sedgwick
- 1926 : Invalide par amour (Chip of the Flying U) de Lynn Reynolds
- 1926 : Un bon business de Richard Thorpe
- 1926 : The Buckaroo Kid de Lynn Reynolds
- 1926 : Coming an' Going de Richard Thorpe
- 1926 : Prisonniers de la tempête (Prisoners of the Storm) de Lynn Reynolds
- 1926 : Rawhide de Richard Thorpe
- 1927 : The Interferin' Gent de Richard Thorpe
- 1927 : The Obligin' Buckaroo de Richard Thorpe
- 1927 : The Ridin' Rowdy de Richard Thorpe
- 1927 : Roarin' Broncs de Richard Thorpe
- 1927 : Skedaddle Gold de Richard Thorpe
- 1927 : White Pebbles de Richard Thorpe
- 1927 : Le Rappel (The Bugle Call) de Edward Sedgwick
- 1929 : The King of the Kongo de Richard Thorpe
- 1930 : Under Montana Skies de Richard Thorpe
- 1931 : La Femme aux miracles (The Miracle Woman) de Frank Capra
- 1933 : Gun Law de Lewis D. Collins
- 1934 : New York-Miami de Frank Capra